# Gymnothorax flavimarginatus
La morena de borde amarillo (Gymnothorax flavimarginatus) es una especie de pez de la familia de los morénidas en el orden de los Anguilliformes.

## Morfología
Los machos pueden llegar a alcanzar los240 cm de longitud total.

## Distribución geográfica
Se encuentra desde el Mar Rojo y Sudáfrica hasta las Tuamotu, las Islas Ryukyu, las Hawái y Nueva Caledonia. También está presente en Costa Rica, Panamá y Islas Galápagos.

## Observaciones
Hay informes de envenenamiento por ciguatera.